# Joinville (Frankrijk)
Joinville is een gemeente in het Franse departement Haute-Marne in de regio Grand Est. De gemeente telde 2.944 inwoners op 1 januari 2022.
Joinville heeft een rijk patrimonium waaronder verschillende gebouwen in renaissancestijl. Dit is een erfenis van de tijd toen de hertogen van Guise vorsten van Joinville waren.

## Geschiedenis

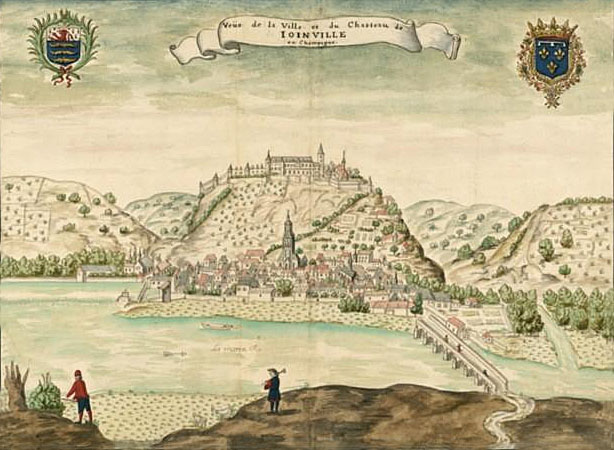
Joinville in de 17e eeuw

De bouw van de burcht Joinville in 1027 door Steven van Vaux, ligt aan de oorsprong van het vorstendom. Deze burcht werd gebouwd op de Haute Butte, een heuvel die uitkijkt over een meander van de Marne. In de middeleeuwen behoorden de heren van Joinville tot de belangrijkste van de Champagnestreek. Onder Frans van Guise werd Joinville in 1552 door Hendrik II verheven tot vorstendom. Sinds Steven van Vaux heeft Joinville steeds een heer of vrouwe gehad. Het vorstendom was achtereenvolgens in handen van de huizen Joinville, Lorraine en Orléans.
In de loop van de 12e eeuw ontwikkelde Joinville zich aan de oever van de Marne rond de kerk Notre-Dame. In 1163 werd de kapittelkerk Saint-Laurent gebouwd. Dit werd de grafkerk van de heren van Joinville. In 1258 kreeg Joinville een stadscharter. Joinville kreeg ook een stadsmuur. Joinville profiteerde van haar positie op de grens tussen Frankrijk en het Heilige Roomse Rijk. De stad werd belegerd door het leger van keizer Karel V in 1544 en ging op in de vlammen. Claude van Lotharingen begon met de wederopbouw. In 1552 maakt koning Hendrik II de hertogen van Guise vorsten van Joinville. Naast het feodale kasteel op de heuveltop kwam er ook een nieuw renaissancekasteel aan de oever van de Marne, het Château du Grand Jardin. Ook in de stad verschenen nieuwe gebouwen in renaissancestijl. Verder werden er een hospitaal en twee kloosters opgericht.
In 1791 was Lodewijk Filips II van Orléans heer van Joinville. Hij verkocht dat jaar het vervallen feodale kasteel, dat vervolgens werd afgebroken.

## Geografie
De oppervlakte van Joinville bedroeg op 1 januari 2022 18,94 vierkante kilometer; de bevolkingsdichtheid was toen 155,4 inwoners per km².
Joinville ligt aan de Marne.
De onderstaande kaart toont de ligging van Joinville met de belangrijkste infrastructuur en aangrenzende gemeenten.

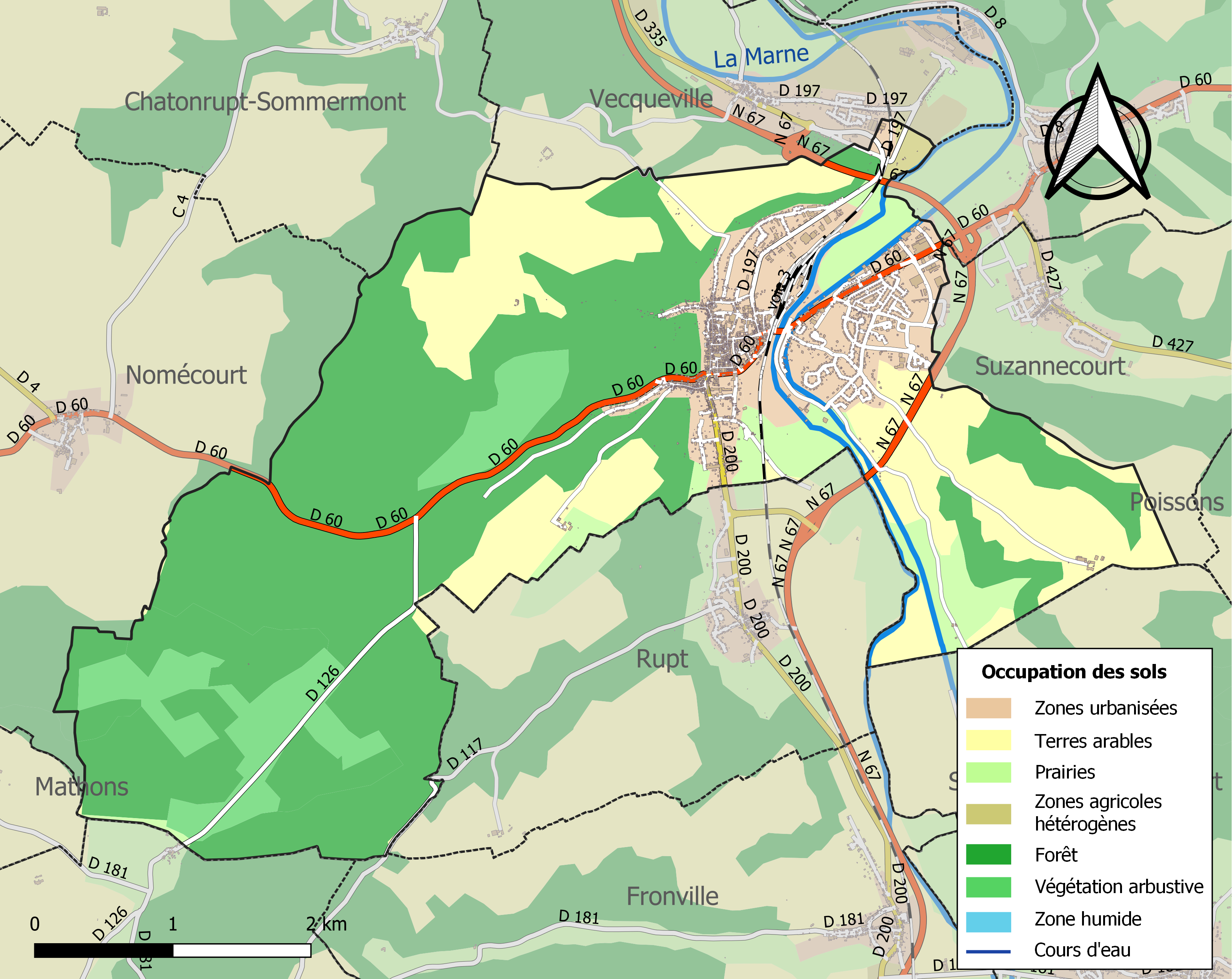

## Demografie
Onderstaande figuur toont het verloop van het inwonertal, bron: INSEE-tellingen. 

## Geboren
- Karel van Lotharingen (1524-1574), kardinaal

## Afbeeldingen

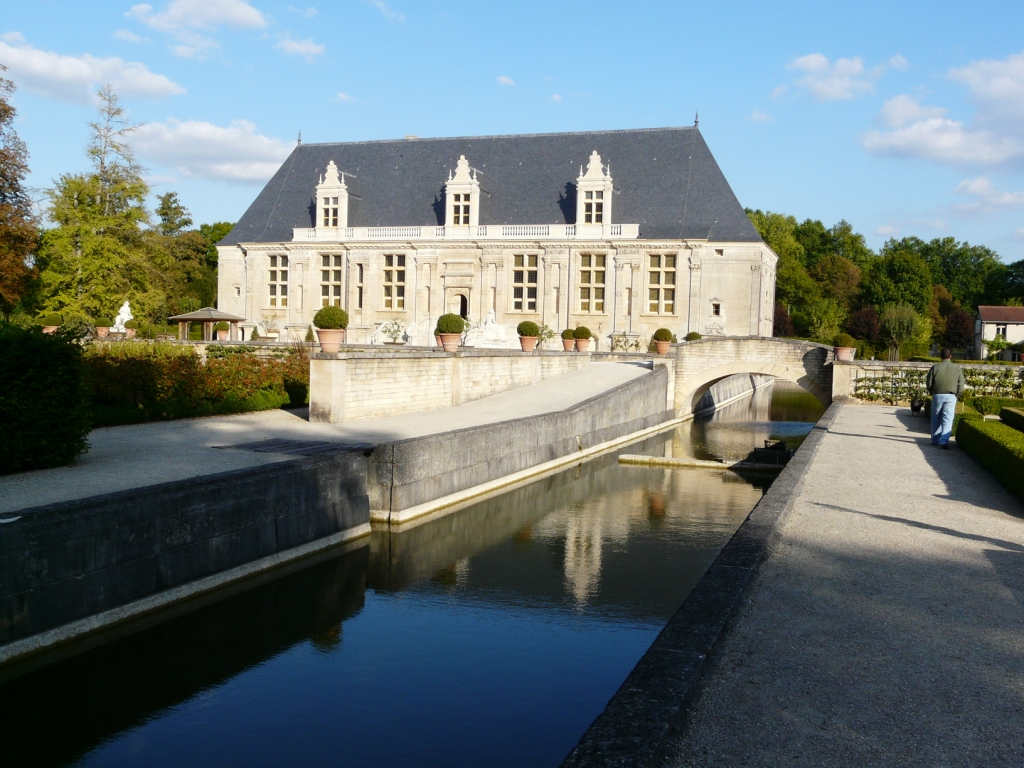
Château du Grand Jardin
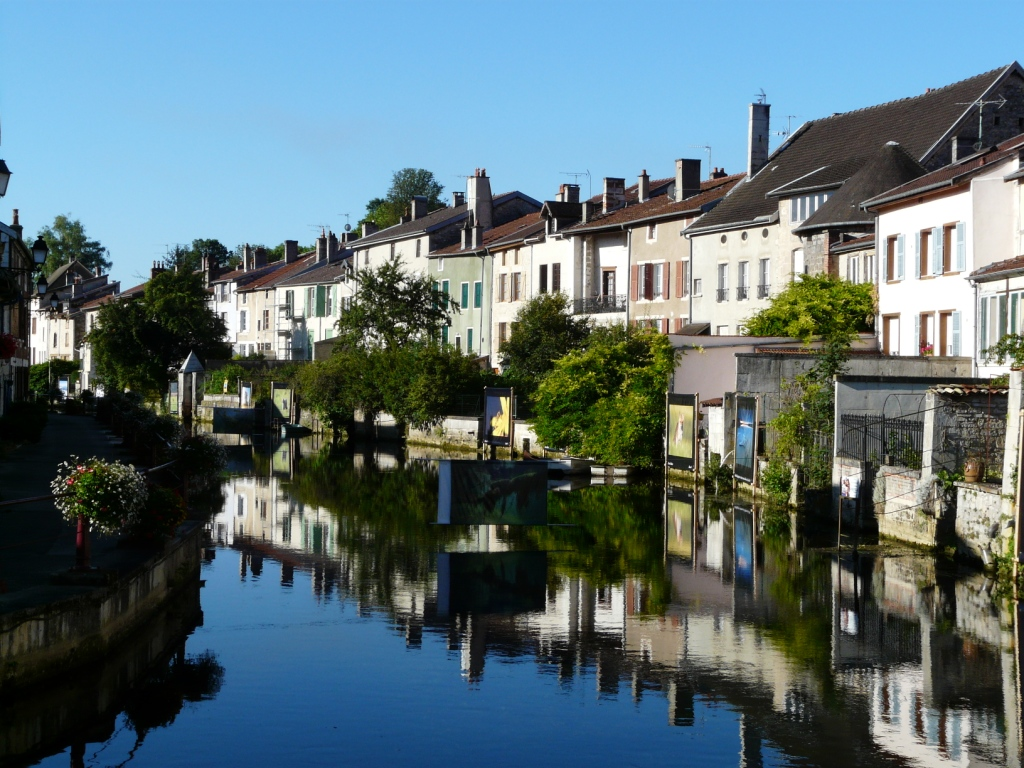
Huizen aan de Bief
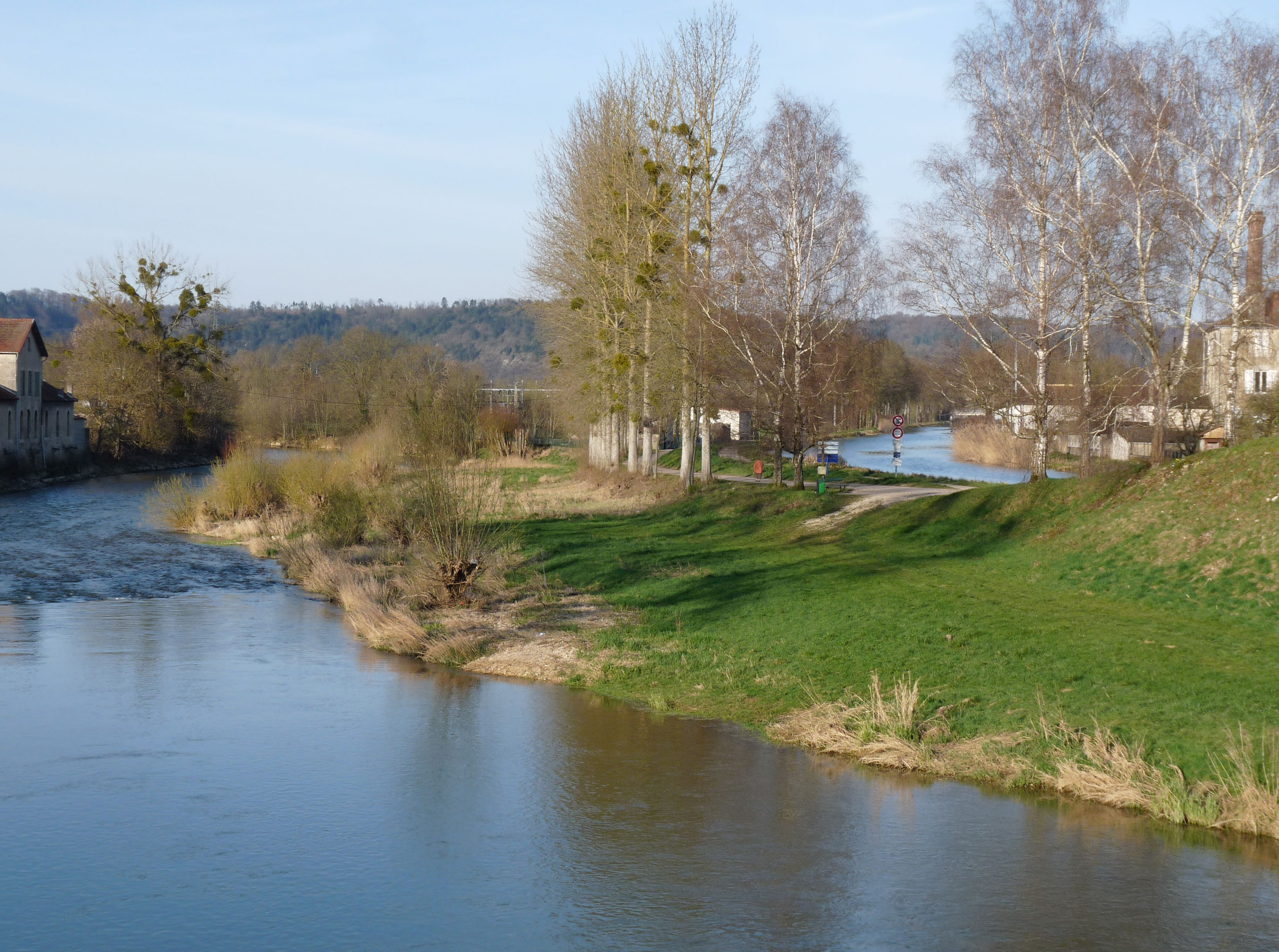
Marne en kanaal in Joinville
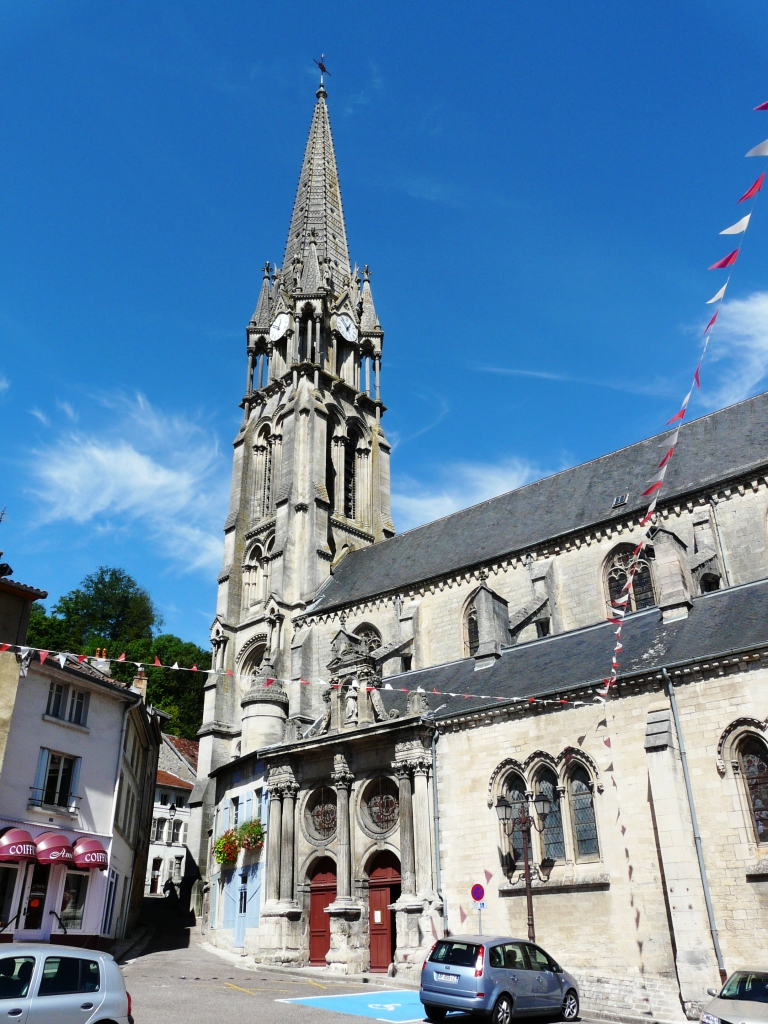
Kerk Notre-Dame
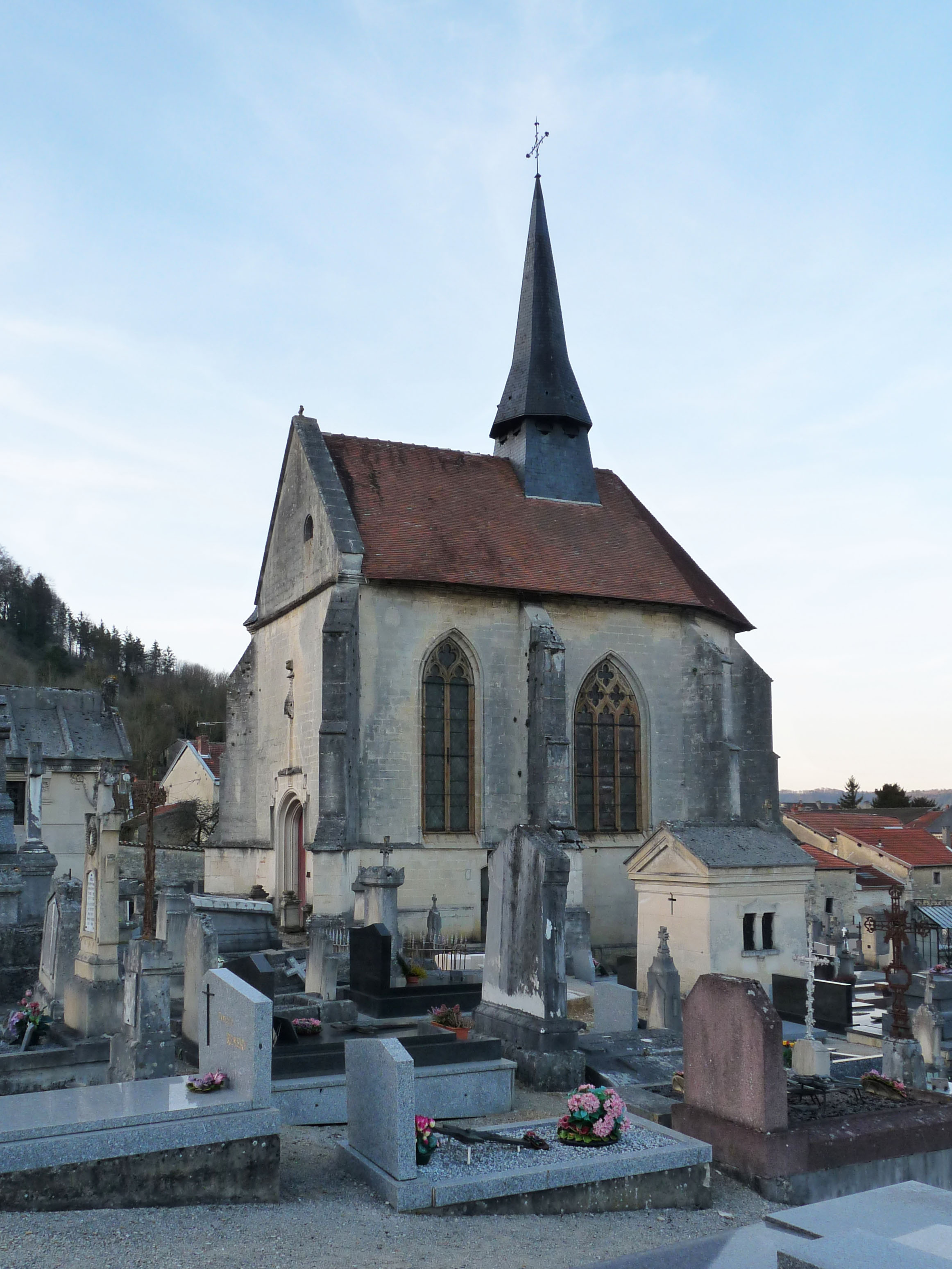
Sint-Annakapel
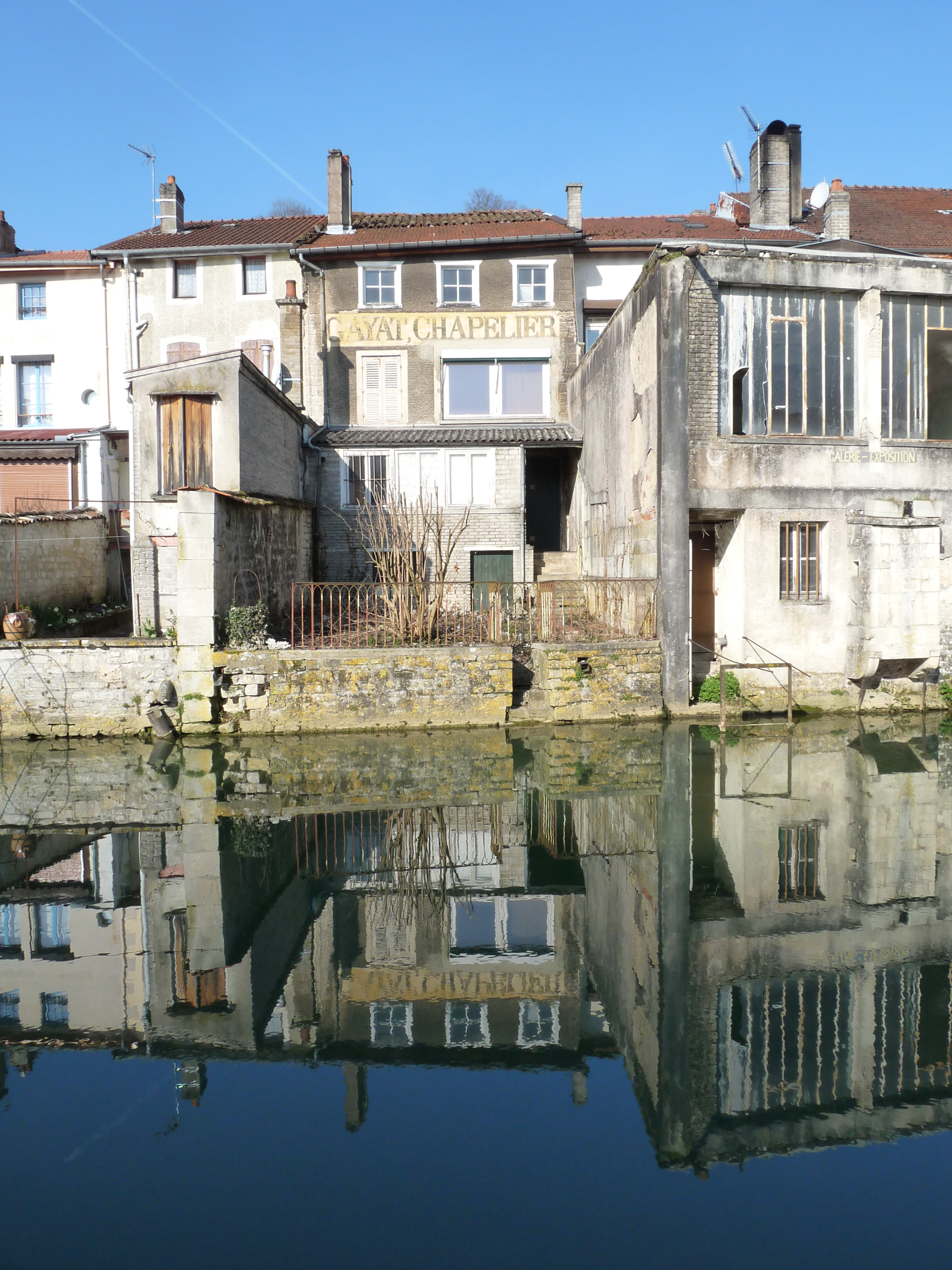
Quai des Peceaux
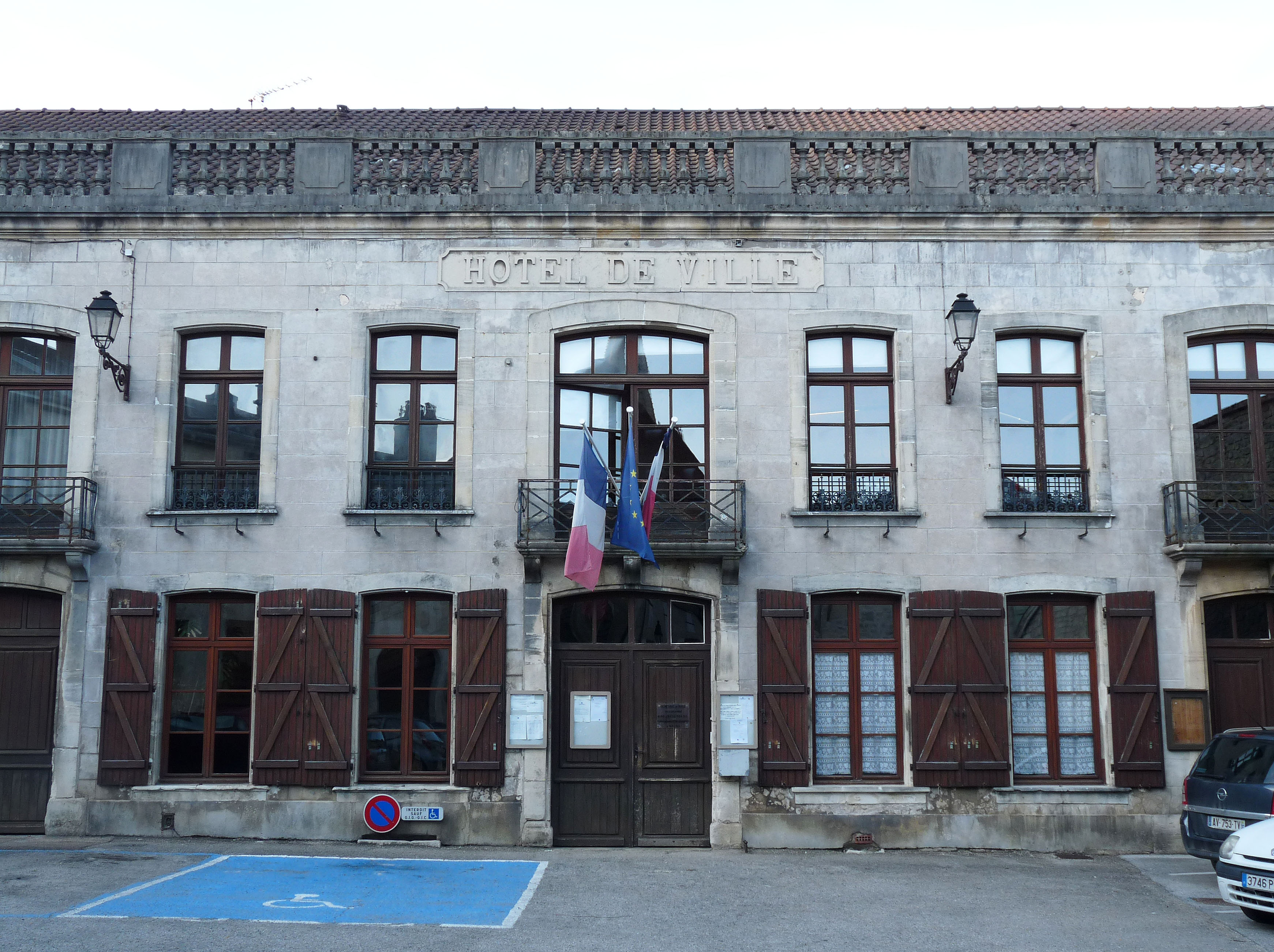
Stadhuis
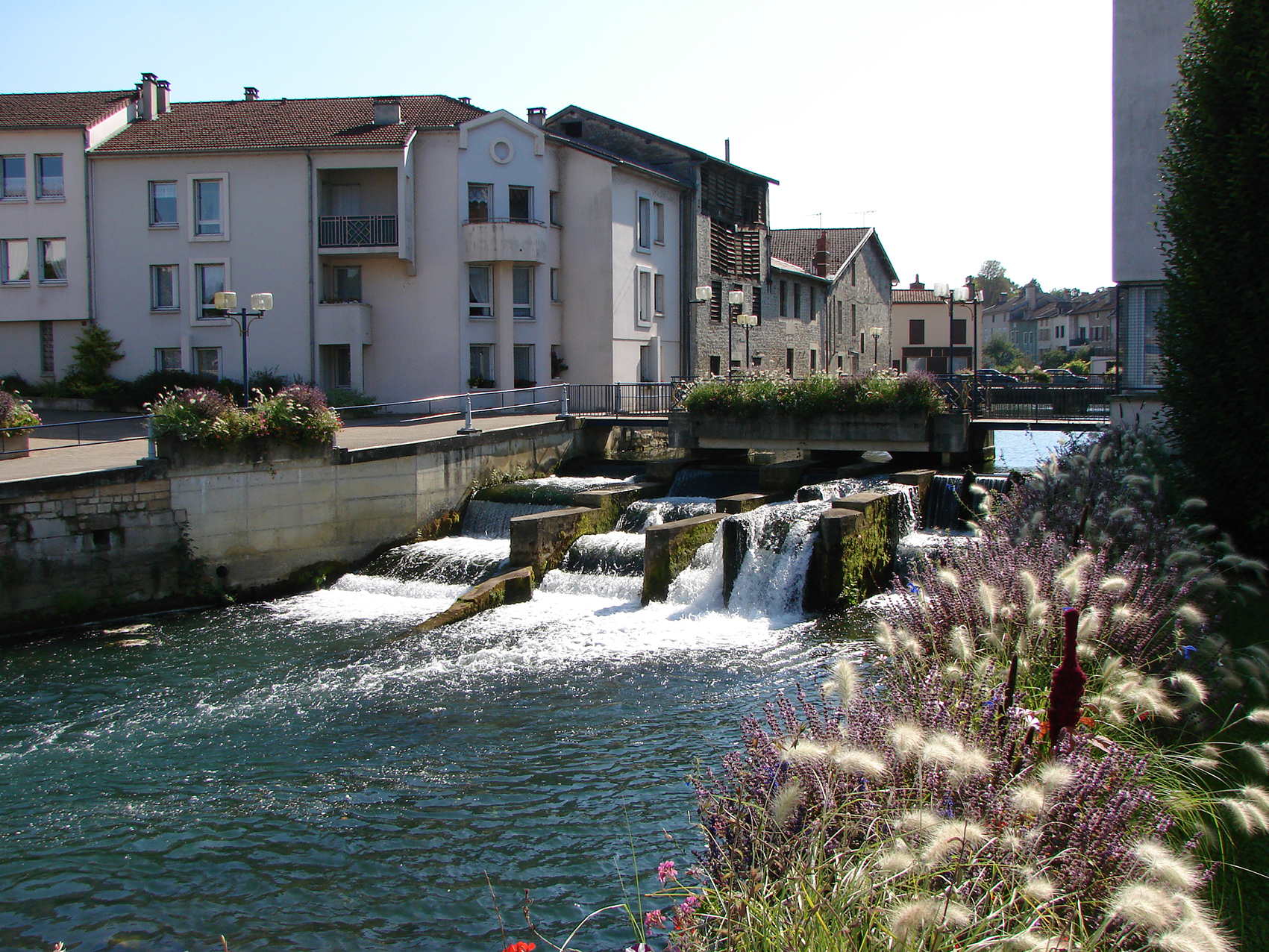
De Marne in Joinville